# Кинофестиваль в Авориазе 1986 года
XIV Международный фестиваль фантастического кино в Авориазе (фр. Le 14eme edition du Festival international du film fantastique d’Avoriaz) проходил во французских Альпах (Франция) в январе 1986 года.

## Жюри
- Ричард Лестер (Richard Lester) — президент
- Дарио Ардженто (Dario Argento)
- Люк Бессон  (Luc Besson)
- Клаудиа Кардинале Claudia Cardinale
- Ален Деко
- Ягель Дидье (Yaguel Didier)
- Пьер-Гранье Дефер (Pierre Granier-Deferre)
- Мари Лафоре (Marie Laforêt)
- Тьерри Лермитт ((Thierry Lhermitte)
- Мишель Сарду (Michel Sardou)
- Раф Валлоне (Raf Vallone)

## Лауреаты
- Гран-при: «Любовник из мечты» (Dream Lover), США, 1985, режиссёр Алан Пакула
- Спец. приз жюри: «Связь» (Link), США, 1985, режиссёр Ричард Франклин
- Приз Дарио Ардженто: «Ночь страха» (Fright Night), США, 1984, режиссёр Том Холланд
- Приз Совета по звуку и свету (Prix de la C.S.T.): «Враг мой» (Enemy My), США, 1984, режиссёр Вольфганг Петерсен
- Приз в разделе «страх» (Prix section peur) : «Рок-убийца» (Murder Rock), Италия, 1984, режиссёр Лучо Фульчи
- Специальное упоминание по разделу «фильмов ужасов»: «Реаниматор» (Re-Animator), США, 1984, режиссёр Стюарт Гордон
- Приз критики: «Дом» (House), США, 1986, режиссёр Стив Майнер
- Приз «Золотая антенна»: «Враг мой» (Enemy My), США, 1984, режиссёр Вольфганг Петерсен